# Giovanni Cuniolo
Giovanni Cuniolo (Tortona, Piemont, 3 de gener de 1884 - Tortona, 25 de desembre de 1955) va ser un ciclista italià que va destacar a començament del segle xx, sent professional entre 1903 i 1913. Els seus èxits més destacats foren 3 campionats d'Itàlia de ciclisme en ruta (1906, 1907, 1908), una Volta a Llombardia (1909) i una etapa del Giro d'Itàlia de 1909.

## Palmarès
- 1904
  - 1r de la Copa del Re
  - 1r del Campionat del Piemont
- 1905
  - 1r del Campionat del Piemont
  - 1r de la Tortona-Serravalle-Novi-Tortona
  - 1r de la Copa del Re
  - 1r de la Copa Megardi
  - 1r de la Copa Savona
  - 1r de la Copa Ivrea
- 1906
  -  Campió d'Itàlia en ruta
  - 1r de la Milà-Erba-Lecco-Milà
  - 1r de la Novi-Milà-Novi
  - 1r de la Milà-Pavia-Milà
- 1907
  -  Campió d'Itàlia en ruta
  - 1r a la Milà-Màntua
  - 1r del Campionat del Piemont
  - 1r de la Lecco-Milà-Bèrgam-Lecco
  - 1r de la Bolonya-Lugo-Ravenna-Rimini-Bolonya
  - 1r de la Copa Ivrea
- 1908
  -  Campió d'Itàlia en ruta
  - 1r de la Milà-Mòdena
  - 1r de la Copa Rho
  - 1r de la Copa Savona
  - 1r del Giro de Romanya
  - 1r del Circuit bolonyès
- 1909
  - 1r de la Volta a Llombardia
  - 1r de la Copa Bastoggi
  - 1r de les Tres Copes Parabiago
  - 1r de la Copa Brèscia
  - 1r de la Copa Rho
  - 1r de la Copa Savona
  - Vencedor d'una etapa del Giro d'Itàlia
- 1910
  - 1r del Giro dels Alps Orobiche
  - 1r de la Copa Bastoggi

### Resultats al Giro d'Itàlia
- 1909. Abandona (3a etapa). Vencedor d'una etapa
- 1910. Abandona (3a etapa)